# فرانكو مويانو
فرانكو مويانو (بالإسبانية: Franco Moyano)‏ (13 سبتمبر 1997 بلوبوس في الأرجنتين - ) هو لاعب كرة قدم أرجنتيني في مركز الوسط. لعب مع نادي سان لورينزو.

## وصلات خارجية
- فرانكو مويانو على موقع قاعدة بيانات كرة القدم.إي يو (الإنجليزية)
- فرانكو مويانو على موقع Soccerway.com (الإنجليزية)